# Вершина Тёи
Верши́на Тёи (хак. Tӧӧ пазы) — посёлок городского типа в Аскизском районе Республики Хакасия России. Образует одноимённое городское поселение. 
Население: 3109 чел. (2021).
Распоряжением Правительства РФ от 29 июля 2014 года № 1398-р «Об утверждении перечня моногородов» Вершино-Тёйский поссовет включён в категорию «Монопрофильные муниципальные образования Российской Федерации (моногорода) со стабильной социально-экономической ситуацией».

## География
Расположен в 80 км западнее райцентра села Аскиз, в горно-таёжной местности. Посёлок находится у истока реки Тёи. В трёх километрах на правом берегу ручья Магнитного находится гора Абагас.

## История
Образование посёлка (1957) связано с освоением Тёйского железного рудника. Статус посёлка городского типа с 1959 года. В 1965 году была произведена первая отгрузка рудного концентрата. Тёйское месторождение железной руды открыто в 1930 году геологами А. А. Астафуровым, А. К. Кюзом и Д. К. Гавриловым с помощью хакасов-проводников П. Е. Табастаева и М. Кузнецова, указавших выходы магнетитовых руд в верховьях реки Тёи. Тёйский рудник является градообразующим предприятием. Основное направление: добыча и переработка железной руды.
Предприятие находится в сложной экономической ситуации и с середины 2010-х не функционирует. Решением Арбитражного суда Хакасии 14 января 2016 года в отношении ООО «Тёйский рудник» введена процедура конкурсного производства, тем не менее власти республики изыскивают возможности по сохранению предприятия.
В пятницу 17 июля 2020 года вывоз продукции Тёйского рудника по железной дороге возобновлён.

## Инфраструктура
На территории посёлка расположены средняя школа, дом культуры, дом детского творчества, детская школа искусств, плавательный бассейн (открыли 27 мая 2025 г.), стадион, два детских сада («Теремок», «Алёнушка»), краеведческий музей.
В посёлке находится спортивная школа «Тея» — база сборных лыжных команд России.

## Население
| 1959  | 1970  | 1979  | 1989  | 2002  | 2009  | 2010  |
| ----- | ----- | ----- | ----- | ----- | ----- | ----- |
| 2013  | ↗6071 | ↘5392 | ↗5565 | ↘4482 | ↘4239 | ↘3756 |
| 2012  | 2013  | 2014  | 2015  | 2016  | 2017  | 2018  |
| ↘3686 | ↘3647 | ↘3583 | ↘3545 | ↘3449 | ↘3309 | ↘3184 |
| 2019  | 2020  | 2021  |       |       |       |       |
| ↘3057 | ↘3017 | ↗3109 |       |       |       |       |

## Транспорт
В посёлке находится станция Тёя Красноярской железной дороги (код 88680).

## Топографические карты
- Лист карты N-45-108 Вершина  Теи. Масштаб: 1 : 100 000. Состояние местности на 1989 год. Издание 1992 г.